# کوه ویلان
کوه ویلان (به لاتین: Mont Vélan) یک کوه در سوئیس است که در کانتون وله واقع شده‌است. کوه ویلان ۳٬۷۲۷ متر بالاتر از سطح دریا واقع شده‌است.